# Estrella del norte
Estrella del norte (título original: North Star) es una película de 1996 dirigida por Nils Gaup y protagonizada por James Caan, Christopher Lambert y Catherine McCormack.

## Argumento
Es el año 1899 en Alaska. En la ciudad minera de oro de Nome prevalecen costumbres brutas. En ella el astuto magnate minero McLennon quiere apoderarse de una mina a cualquier precio, en cuyo territorio se encuentra un lugar de culto indio.
Sin embargo el mestizo Santeek se interpone en su camino y de esa manera se produce una persecución despiadada.

## Reparto
| Actor               | Personaje             |
| ------------------- | --------------------- |
| James Caan          | Sean McLennon         |
| Christopher Lambert | Hudson Santeek        |
| Catherine McCormack | Sarah                 |
| Burt Young          | Reno                  |
| Morten Faldaas      | Smiley                |
| Jacques François    | Coronel Henry Johnson |
| Mary M. Walker      | Haina                 |
| Renny Hoalona Loren | Cheelik               |

## Producción
La película fue rodada entre el 31 de enero de 1995 y el  27 de abril de 1995. Se filmó para ello en Noruega. Una vez terminada se estrenó el 17 de mayo de 1996.

## Recepción
Hoy en día la película ha sido valorada en portales cinematográficos y por los críticos profesionales. En IMDb, por ejemplo, con aproximadamente 1400 votos registrados, el largometraje obtiene una media ponderada de 4,9 sobre 10. En cuanto a Rotten Tomatoes, los más de 5000 votos registrados le dieron allí una valoración media de 2,5 de 5. Adicionalmente cabe destacar, que en La Vanguardia el 61 % de los usuarios registrados en ese periódico le dan una valoración positiva al filme.